# Canh trứng kiến
Canh trứng kiến là món canh làm từ trứng của loài kiến thợ dệt Oecophylla smaragdina. Đây là món ăn truyền thống trong ẩm thực miền bắc Lào và Thái Lan. Chúng cũng được ưa chuộng ở Campuchia và trên đảo Hải Nam của Trung Quốc. Ngoài món canh này có chứa trứng kiến là thành phần nguyên liệu chính, trứng kiến có thể được thêm vào làm thành món trang trí cho nhiều loại canh. Chúng có vị chua và gợi lên nỗi nhớ về vùng nông thôn.

## Biến thể khu vực
Canh trứng kiến là một phần của nền ẩm thực Lào và Thái Lan. Đây được xem là món ăn truyền thống của những người nông dân tự cung tự cấp ở miền bắc Lào và Thái Lan, đóng vai trò là nguồn cung cấp protein quan trọng. Món này bên Lào gọi là Gaeng Khai Moht. Các loại canh trứng kiến cũng là món khoái khẩu của dân chúng vùng Isan (Đông Bắc Thái Lan). Canh trứng kiến và rễ Lôi Công là món ăn địa phương truyền thống ở đảo Hải Nam của Trung Quốc, do hai làng Miêu và Lý thuộc thành phố Ngũ Chỉ Sơn chế biến.

## Thu hoạch trứng kiến

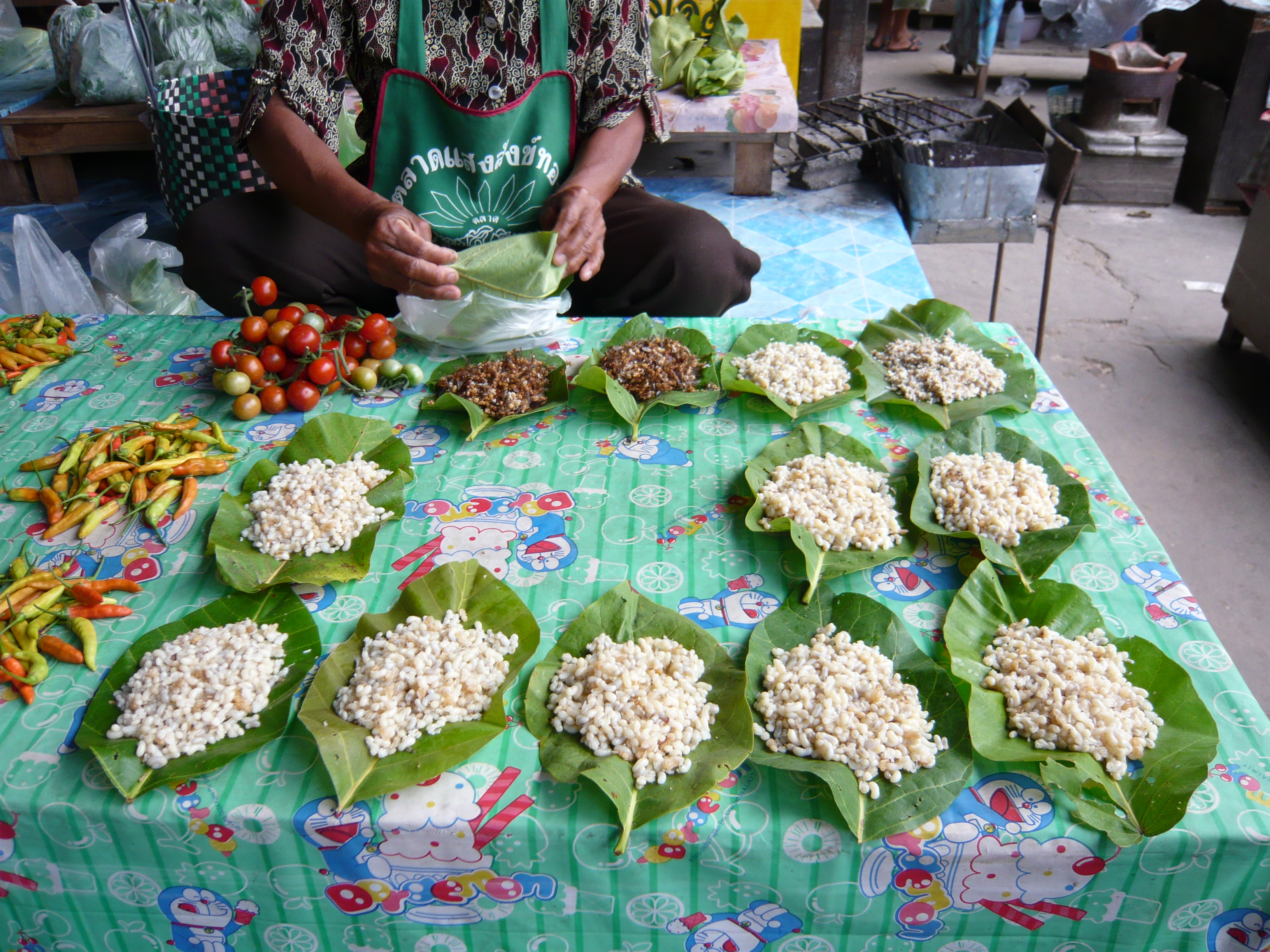
Trứng kiến ở một khu chợ tại Thái Lan.

Thành phần chính trong món canh trứng kiến là trứng kiến, đặc biệt là trứng từ loài kiến thợ dệt Oecophylla smaragdina. Những con kiến đỏ này xây tổ ở mặt dưới của cành cây xoài (Mangifera indica) và cây dừa (Cocos nucifera). Người thu hoạch trứng kiến sẽ dùng gậy đập vỡ tổ kiến để nó rơi xuống xô nước bên dưới. Theo như ghi chép, những quả trứng kiến ngon nhất được thu hoạch từ những tổ nằm trên cây xoài.
Việc thu hoạch trứng kiến có thể bắt đầu vào tháng 2 hoặc tháng 3 và kéo dài trong suốt mùa hè. Canh trứng kiến là món ăn phổ biến vào cuối mùa hè. Do gắn liền với vùng nông thôn, món này từng được coi là "biểu tượng của đời sống nông thôn", và gợi lên nỗi hoài niệm của cư dân thành thị Lào.

## Chuẩn bị
Canh là một trong những cách sử dụng trứng kiến phổ biến nhất trong ẩm thực. Trong canh, trứng kiến thường được thêm vào vào cuối quá trình nấu. Để trang trí, chúng có thể được thêm vào nhiều loại canh khác nhau và bỏ thêm "vị chua đặc trưng". Công thức nấu canh trứng kiến có thể bao gồm các nguyên liệu như nước luộc gà, sả, nước mắm, ớt, me, hẹ tây và hành lá.
Ở Thái Lan, một loại bọ hung (Psilophosis sp.) đôi khi được nghiền nhỏ và bỏ thêm vào canh trứng kiến đỏ.